# Psychotria alemquerensis
Psychotria alemquerensis är en måreväxtart som beskrevs av Huber. Psychotria alemquerensis ingår i släktet Psychotria och familjen måreväxter. Inga underarter finns listade i Catalogue of Life.